# AE Larisa (Fußball)
Der AE Larisa (griechisch Αθλητική Ενωση Λάρισας Athlitiki Enosi Larisas) wurde 1964 aus einer Vereinigung vierer in Larisa ansässiger griechischer Fußballvereine gegründet. Neben der Fußballabteilung bietet der Verein auch Sportarten wie Basketball (siehe AE Larisa (Basketball)), Boxen, Fechten, Radfahren oder Sportschießen an.

## Geschichte
AEL ist der einzige griechische Fußballverein aus der Peripherie (d. h. außerhalb der Metropolregionen Attika und Thessaloniki), der jemals den griechischen Titel gewann. 1972 hat die Mannschaft erstmals in der 1. Griechischen Fußballliga gespielt, ist zeitweise wieder auf- und abgestiegen, bis man schließlich 1984/85 zunächst den Pokalsieg und 1987/88 die Meisterschaft errang. Einige der damaligen erfolgreichen Spieler waren: Giannis Galitsios, Georgios Mitsimponas, Michalis Ziogas, Ioannis Alexoulis und Vassilios Karapialis.
Wappentier ist das Pferd, das bereits im Altertum Symbol der Stadt Larissa war, aufgrund der bedeutendsten Pferdezucht Griechenlands.
Das schwärzeste Kapitel der Vereinshistorie wurde in der Saison 2002/03 geschrieben, in der die Mannschaft beinahe in die 4. Liga abgestiegen wäre.
Das Alcazar-Stadion war von jeher Spielstätte der „Dunkelroten“ („Vissini“). Das Fassungsvermögen beträgt 13.108 Sitzplätze (davon 4.000 überdacht), in AELs besten Zeiten hatte man Rekordzuschauerzahlen von mehr als 18.000. Im November 2010 zog die Mannschaft in die neue AEL FC Arena um. Das neue Fußballstadion fasst mehr als 16.000 Zuschauer und befindet sich im Stadtteil Neapoli.
AE Larissa hat auch Spiele auf europäischer Ebene im Europapokal der Pokalsieger vorzuweisen, unter anderem gegen Sampdoria Genua (1:1, 0:1), Dynamo Moskau (0:0, 0:1) und Servette Genf (2:1, 0:1).
Unter dem neuen Präsidenten Piladakis erlebte der Verein seine Wiedergeburt. Der finanzstarke Jungunternehmer führte das Team aus der Bedeutungslosigkeit wieder zurück in die erste Liga und sorgte bei den Fans für neue Euphorie. 2007 schaffte man es sogar bis ins Pokalfinale, wo man Panathinaikos Athen 2:1 schlagen konnte und sich die Trophäe zum zweiten Mal in der Vereinsgeschichte sichern konnte.
In der Saison 2007/2008 konnte man sich gegen die Blackburn Rovers in der 1. Runde des UEFA Cup durchsetzen und sich für die Gruppenphase qualifizieren. Seine europäischen Spiele bestritt AE Larissa dabei im Panthessaliko Stadio, in der nahegelegenen Stadt Volos.
Während der Spielzeit 2008/09 liefen mit Nikos Dabizas, Stylianos Venetidis und Stelios Giannakopoulos gleich drei Europameister der EM 2004 für die Dunkelroten auf.
Zwei Jahre darauf scheiterte das Team in der 2. Qualifikationsrunde der UEFA Europa League an KR Reykjavik.
In der Saison 2010/11 stieg Larisa in die zweite Liga ab, spielte später sogar nur drittklassig, bis man nach der Saison 2013/14 wieder in die zweite Liga aufsteigen konnte. Zwei Jahre später konnte AE Larissa die Saison in der zweiten Liga als Tabellenführer beenden und stieg somit wieder in die höchste Spielklasse auf. Dort konnte man sich über den Zeitraum von fünf Spielzeiten halten, ehe man wieder den Weg in die Zweitklassigkeit antreten musste. Die Heimspiele bestreitet die thessalische Mannschaft in der Spielzeit 2021/22 wieder im Alcazar-Stadion.

## Erfolge
- Griechischer Meister (1 ×): 1988
- Griechischer Pokalsieger (2 ×): 1985, 2007

## Trainer
- Kostas Polychroniou (1979–1980)
- Jacek Gmoch (1986–1988)
- Georgios Donis (2004–2008)
- Marinos Ouzounidis (2008–2010)
- Jørn Andersen (2010–2011)
- Chris Coleman (2011)
- Angelos Anastasiadis (2014–2015)

## Spieler
| - Krzysztof Adamczyk - Ioannis Alexoulis - Efstathios Aloneftis - Ibrahima Bakayoko - Christian Bassila - Cleyton - Daniel Cousin - Marco Förster - Giannis Galitsios - Theofanis Gekas - Vassilios Karapialis - Kazimierz Kmiecik | - Jozef Kožlej - Janusz Kupcewicz - Tümer Metin - Georgios Mitsimponas - Mbo Mpenza - Laurent Robert - Dennis Șerban - Ștefan Stoica - Nolberto Solano - Michalis Ziogas - Maciej Żurawski - Christian Weber | - Luis Boa Morte - Thomas Kyparissis - Stylianos Venetidis - Nikos Dabizas - Stefanos Kotsolis - Georgios Fotakis - Nektarios Alexandrou - Geremi - Stephen Makinwa - Stelios Giannakopoulos - Fabián Canobbio - Tim Sparv |